# Лючен
Лючен (кит. 榴城镇, пін. Liúchéng Zhèn) — містечко у КНР, адміністративний центр повіту Хуайюань провінції Аньхой.

## Географія
Лючен розташовується у нижній течії Хуайхе, лежить на Великій Китайській рівнині.

### Клімат
Містечко знаходиться у зоні, котра характеризується вологим субтропічним кліматом. Найтепліший місяць — липень із середньою температурою 28.2 °C (82.8 °F). Найхолодніший місяць — січень, із середньою температурою 2.1 °С (35.8 °F).
| Клімат Лючена           | Клімат Лючена | Клімат Лючена | Клімат Лючена | Клімат Лючена | Клімат Лючена | Клімат Лючена | Клімат Лючена | Клімат Лючена | Клімат Лючена | Клімат Лючена | Клімат Лючена | Клімат Лючена | Клімат Лючена |
| Показник                | Січ.          | Лют.          | Бер.          | Квіт.         | Трав.         | Черв.         | Лип.          | Серп.         | Вер.          | Жовт.         | Лист.         | Груд.         | Рік           |
| Середня температура, °C | 2,1           | 3,8           | 9,1           | 15,8          | 21,2          | 25,6          | 28,2          | 27,9          | 22,7          | 17,2          | 10,5          | 4,4           | 15,7          |
| Норма опадів, мм        | 22.6          | 35.8          | 53.7          | 63.5          | 76.3          | 104.7         | 214.6         | 138.1         | 87.7          | 53.3          | 40            | 17.2          | 907.5         |
| Днів з опадами          | 6             | 7,3           | 9,3           | 10,2          | 9,5           | 9,5           | 13,8          | 10,7          | 10,3          | 8             | 7,6           | 6,1           | 108,3         |
| Вологість повітря, %    | 68.2          | 69.3          | 68.4          | 70.3          | 70            | 71.9          | 81.1          | 80.5          | 77.9          | 74.8          | 71.9          | 68.6          | 72.7          |
| ----------------------- | ------------- | ------------- | ------------- | ------------- | ------------- | ------------- | ------------- | ------------- | ------------- | ------------- | ------------- | ------------- | ------------- |
| Джерело: Weatherbase    |               |               |               |               |               |               |               |               |               |               |               |               |               |